# Chlum-Korouhvice
Chlum-Korouhvice (deutsch Chlum-Korowitz) ist eine Gemeinde in Tschechien. Sie liegt acht Kilometer nordöstlich von Bystřice nad Pernštejnem und gehört zum Okres Žďár nad Sázavou. Die Gemeinde entstand 1914 durch den Zusammenschluss von Chlum und Korouhvice.

## Geographie
Chlum-Korouhvice befindet sich linksseitig über Tal der Svratka in der Böhmisch-Mährischen Höhe. Die Gemeinde liegt an der Korouhvicer Bucht des Stausees Vír I an der Einmündung der Bäche Korouhvický potok, Polomský potok und Nyklovský potok. Nördlich erheben sich der Strážnice (621 m) und Javorův kopec (681 m), nordöstlich der Horní les (Oberwald, 774 m), im Osten der Bukovec (707 m), südwestlich der Strakův kopec (550 m) und im Westen die Ostražka (679 m).
Nachbarorte sind Polom und Nyklovice im Norden, Dudkovice im Nordosten, Rovečné im Osten, Věstín im Südosten, Vír und Hrdá Ves im Süden, Karasín und Vítochov im Südwesten sowie Hluboké und Ubušínek im Nordwesten.

## Geschichte
Chlum und Korouhvice entstanden im 13. Jahrhundert und wurden 1394 erstmals erwähnt. Chlum gehörte ursprünglich zu den Gütern des Klosters Doubravník, zudem befand sich im Ort der Sitz eines Kleinadligen. Korouhvice war Teil der Mitgift von Štěpán von Pernsteins Frau Klara. 1394 überschrieb Klara von Tasov ihre Einkünfte aus beiden Dörfern an ihre Kinder. Nachfolgend gehörten beide Orte den Herren von Pernstein. In der zweiten Hälfte des 16. Jahrhunderts wurden Chlum und Korouhvice an die Kunstadter Güter angeschlossen. Seit 1596 ist in Chlum ein Richter nachweisbar.
Nach der Aufhebung der Patrimonialherrschaften bildeten Chlum und Korovice Ortsteile der Gemeinde Polom im Bezirk Boskovice. 1897 kamen beider Orte zusammen mit Polom zum Bezirk Neustadtl. 1912 lösten sich Chlum und Korovice von Polom los und bildeten eine neue Gemeinde, die seit dem 1. Juni 1914 den Namen Chlum-Korouhvice trägt. Chlum bestand zu dieser Zeit aus 17 Häusern und hatte 112 Einwohner. In den 23 Häusern von Korouhvice lebten 160 Menschen.
Chlum-Korouhvice wurde 1946 dem Okres Bystřice nad Pernštejnem zugeordnet. 1947 begann der Bau der Svratka-Talsperre Vír I mit einem Stauraum von 56 Millionen m³ und einer Fläche von 223,5 ha. Innerhalb des geplanten Stausees lag auch Korouhvice. Die meisten der Einwohner wurden nach Litobratřice umgesiedelt. Fünf Familien blieben im Ort und errichteten sich im Schutzgebiet oberhalb des künftigen Stausees neue Häuser. Das alte Korouhvice einschließlich der Mühle wurde abgerissen und versank 1958 in der Talsperre Vír. 1961 wurde die Gemeinde dem Okres Žďár nad Sázavou zugeordnet.

## Ortsgliederung
Die Gemeinde Chlum-Korouhvice besteht aus den Ortsteilen Chlum und Korouhvice (Korowitz), die zugleich auch Katastralbezirke bilden.

## Sehenswürdigkeiten
- Stausee Vír I
- Aussichtsturm auf dem Horní les